# 武陽ガス
武陽ガス（ぶようガス）は、東京都福生市に本社を置く、都市ガスとLPガスの供給事業者である。

## 都市ガス供給エリア
- 福生市
- 武蔵村山市
- 羽村市
- あきる野市
- 西多摩郡瑞穂町
- 同、日の出町

## 沿革
- 1960年
  - 5月 - 資本金3000万円にて設立
  - 11月 - 福生町（現福生市）に都市ガス供給開始
- 1964年6月 - LPガス販売兼業許可
- 1966年
  - 4月 - 現在の武蔵村山工場開設、村山町（現武蔵村山市）に都市ガス供給開始
  - 6月 - 羽村町（現羽村市）に都市ガス供給開始
- 1967年12月 - 羽村工場開設
- 1973年6月 - 米軍横田基地に都市ガス供給開始
- 1976年7月 - 秋川市（現あきる野市）に都市ガス供給開始
- 1980年4月 - 日の出町に都市ガス供給開始
- 1985年1月 - 瑞穂町殿ヶ谷地区に都市ガス供給開始
- 1994年11月 - PA13Aコジェネ用ガス供給開始
- 1995年1月 - 阪神・淡路大震災復興に同社開発｢PA13A移動式ガス発生設備｣活躍
- 1996年10月 - 熱量変更作業開始
- 1997年10月 - あきる野市・日の出町の熱量変更作業完了
- 2001年10月 - 福生市・瑞穂町の熱量変更作業完了
- 2002年8月 - 羽村市の熱量変更作業完了
- 2004年
  - 10月 - 武蔵村山市の熱量変更作業完了、全地区高カロリー13A化完了
  - 　11月 - 武蔵村山工場製造終了、武蔵村山整圧所に変更
- 2005年
  - 7月 - 全地区に天然ガス13A供給開始
  - 同月 - 羽村工場製造終了、羽村供給所に変更
- 2008年6月 - 技術研究室が日本ガス協会「技術大賞」（初受賞）と「技術賞」（通算20回目）を同時受賞
- 2010年 - 多摩ブルー賞（奨励賞）受賞[1]
- 2017年4月 - 東京ガスの家庭用電力の取次販売業務開始[2]（登録小売電気事業者登録番号：A0265[3]）